# Ростовцев, Николай Николаевич
Николай Николаевич Ростовцев (1918—2000) — советский учёный, доктор педагогических наук, профессор, также художник.

## Биография
Родился 3 мая 1918 года в Москве в семье врача. Родители Николая рано умерли, и его воспитанием занималась старшая сестра Нина, по образованию она была музыкантом — окончила Московскую консерваторию.
По окончании школы Николай Ростовцев поступил в музыкальное училище имени Ипполитова-Иванова, а затем перевёлся в Московскую консерваторию, где он обучался под руководством профессора Николая Владимировича Назарова.
После смерти Н. В. Назарова, Николай Ростовцев оставил консерваторию и поступил на художественно-графический факультет Московского городского педагогического института имени В. П. Потёмкина (был закрыт в 1960 году в связи с присоединением к Московскому государственному педагогическому институту имени В. И. Ленина (МГПИ им. В. И. Ленина, ныне Московский педагогический государственный университет), который окончил в 1945 году. В это время на факультете работало много известных художников, один из них профессор Александр Михайлович Соловьёв, будучи заведующим кафедрой рисунка и живописи Московского института прикладного и декоративного искусства (существовал в Москве с 1930 по 1952 год), по окончании Ростовцевым вуза взял его к себе в ассистенты. В эти годы Николай Николаевич работал как художник и являлся участником ряда всесоюзных и республиканских художественных выставок.
В 1952 году Н. Н. Ростовцев был заведующим отделом монументальной живописи в Московской высшей художественно-промышленной академии (ныне Московская художественно-промышленная академия имени С. Г. Строганова), в 1953 году защитил кандидатскую диссертацию не тему «Рисование с натуры как учебный предмет». В 1957 году он был приглашен на работу в МГПИ имени В. И. Ленина в качестве заведующего кафедрой методики преподавания рисования, черчения и труда. С 1964 по 1974 год Николай Ростовцев заведовал кафедрой живописи Московского государственного заочного педагогического института (МГЗПИ, ныне Московский государственный гуманитарный университет имени М. А. Шолохова). В 1965 году защитил докторскую диссертацию на тему «Рисование с натуры как учебный предмет (История, теория и методика)» и с этого же года по 1969 год был директором научно-исследовательского института художественного воспитания Академии педагогических наук СССР. С 1969 по 1974 год он исполнял обязанности заведующего кафедрой живописи в МГЗПИ, а с 1974 по 1995 год — заведующего кафедрой рисунка в МПГУ.
В 1995 году по состоянию здоровья Николай Николаевич вышел на пенсию, проживал в Москве, где и умер в июне 2000 года.
Н, Н. Ростовцев был основателем и руководителем научно-методической школы по изобразительному искусству. Создал первые отечественные учебные пособия по изобразительному искусству для учителя, а также учебники по рисованию 1–4 классов для общеобразовательной средней школы. Руководил аспирантами и докторантами, был членом Ученого совета факультета по защите кандидатских диссертаций, подготовил более 35 учёных специалистов высшей квалификации по художественно-графическим дисциплинам.
Был удостоен нагрудного знака «Заслуженный работник культуры России» и награждён медалям, среди которых «За доблестный труд в Великой Отечественной войне 1941—1945 гг.», «Ветеран труда» и юбилейные награды.